# Daler Tukhtasunov
Daler Tukhtasunov (tiếng Tajik: Далерҷон Тухтасунов, Dalerjon Tukhtasunov; sinh ngày 27 tháng 8 năm 1986) là một cầu thủ bóng đá Tajikistan hiện tại thi đấu cho FK Khujand, và Đội tuyển bóng đá quốc gia Tajikistan.
Trước đó anh thi đấu cho Vakhsh Qurghonteppa và Torpedo Zhodino.'
Anh thi đấu cho Tajikistan ở Cúp Challenge AFC 2008, Cúp Challenge AFC 2012.

## Thống kê sự nghiệp

### Quốc tế
| Đội tuyển quốc gia Tajikistan | Đội tuyển quốc gia Tajikistan | Đội tuyển quốc gia Tajikistan |
| Năm                           | Số trận                       | Bàn thắng                     |
| ----------------------------- | ----------------------------- | ----------------------------- |
| 2004                          | 1                             | 0                             |
| 2005                          | 0                             | 0                             |
| 2006                          | 0                             | 0                             |
| 2007                          | 1                             | 0                             |
| 2008                          | 6                             | 1                             |
| 2009                          | 0                             | 0                             |
| 2010                          | 0                             | 0                             |
| 2011                          | 0                             | 0                             |
| 2012                          | 2                             | 0                             |
| 2013                          | 2                             | 0                             |
| 2014                          | 0                             | 0                             |
| 2015                          | 3                             | 0                             |
| 2016                          | 2                             | 0                             |
| Tổng                          | 17                            | 1                             |

Thống kê chính xác đến trận đấu diễn ra ngày 7 tháng 6 năm 2016

### Bàn thắng quốc tế
| #  | Ngày               | Địa điểm         | Đối thủ     | Tỉ số | Kết quả | Giải đấu               |
| -- | ------------------ | ---------------- | ----------- | ----- | ------- | ---------------------- |
| 1. | 3 tháng 8 năm 2008 | Hyderabad, Ấn Độ | Afghanistan | 2–0   | 4–0     | Cúp Challenge AFC 2008 |

## Danh hiệu
Vakhsh Qurghonteppa
- Giải bóng đá vô địch quốc gia Tajikistan (1): 2009

Istiklol
- Siêu cúp bóng đá Tajikistan (1): 2010[3]
- Cúp bóng đá Tajikistan (1): 2003

Regar-TadAZ
- Cúp bóng đá Tajikistan (1): 2012

Ravshan Kulob
- Giải bóng đá vô địch quốc gia Tajikistan (1): 2013